# Горнє Церово
Горнє Церово (словен. Gornje Cerovo) — поселення в общині Брда, Регіон Горишка, Словенія. Висота над рівнем моря: 228,9 м.